# Negele Boran
Negele Boran är en stad i Etiopien som utgör ett eget distrikt (woreda). Den ligger i regionen Oromia, i den södra delen av landet, 400 km söder om huvudstaden Addis Abeba. Antalet invånare är 35 264.